# 6号線 (ポーランド)
ポーランド国鉄6号線（ポーランド語;Linia kolejowa nr 6）は、マゾフシェ県ジェロンカのジェロンカ駅とポドラシェ県クジニツァのクジニツァ・ビアウォストツカ駅を結ぶポーランド国鉄の鉄道路線である。

## 歴史
1862年にロシア帝国により現在の21号線（ワルシャワ・ヴィレニスカ駅 - ジェロンカ駅 - ヴォウォミン・スウォネチュナ駅）とともにサンクトペテルブルク・ワルシャワ鉄道の一部として建設されたのが始まりである。ワルシャワ・ウィーン鉄道に次いでポーランド第2の鉄道となった。開業当初の軌間は1,524mm、単線であったが後に複線化された。
第一次世界大戦後の1918年にはポーランド国鉄に移管され、標準軌（1,435mm）に改軌された。1933年9月2日にはワルシャワ・レンベルテゥフ駅 - ジェロンカ駅間（449号線）が開通し、ワルシャワ本駅（現在は廃止）まで直通できるようになった。
1952年にジェロンカ - トウシュチ間が電化されたが、残りの区間の電化はしばらく行われなかった。1980年代に工事が再開され、1986年に全線の電化が完成した。